# حنكة ال مسعود (البيضاء)
حنكة ال مسعود هي إحدى قرى الجمهورية اليمنية. تتبع جغرافيا لمحافظة البيضاء و إداريًا لمديرية القريشيه. يبلغ تعداد سكانها 2844 نسمة حسب الإحصاء الذي أجري عام 2004.